# Eduard von Handel-Mazzetti
Eduard svobodný pán von Handel-Mazetti (26. ledna 1838 Milán – 25. července 1898 Kolín nad Rýnem) byl rakousko-uherský generál. Od mládí sloužil v c. k. armádě, jako štábní důstojník působil u různých posádek, uplatnil se také jako vojenský pedagog. V roce 1896 dosáhl hodnosti polního zbrojmistra a svou kariéru završil v úřadu prezidenta Nejvyššího vojenského soudního dvora (1896–1898). Tuto funkci zastával předtím i jeho otec Heinrich von Handel-Mazzetti (1806–1887).

## Životopis
Pocházel ze staré německé rodiny povýšené v roce 1819 do stavu svobodných pánů, narodil se jako mladší syn generála Heinricha Handela (1806–1887) a jeho manželky Karolíny Mazzetti (1814–1876; rodina od roku 1849 užívala jméno Handel-Mazzetti). Studoval na Tereziánské vojenské akademii ve Vídeňském Novém Městě, později si doplnil vzdělání na Válečné škole (K.u.k. Kriegschule) ve Vídni a byl zařazen do sboru důstojníků generálního štábu. Jako nadporučík byl přidělen k 6. armádnímu sboru, v roce 1869 byl povýšen na kapitána a jmenován zástupcem ředitele mapového oddělení v Kluži. V hodnosti majora byl poté formálně příslušný k pěšímu pluku č. 39, ale byl přidělen k zemskému velitelství ve Vídni. Jako podplukovník (1876) byl zástupcem velitele 52. pěšího pluku ve Štýrském Hradci.
V roce 1878 dosáhl hodnosti plukovníka a během okupace Bosny a Hercegoviny byl náčelníkem štábu 5. armádního sboru. Poté byl znovu důstojníkem generálního štábu a také ředitelem prezidiální kanceléře na ministerstvu války, působil zároveň jako pedagog na Válečné škole. V roce 1884 byl povýšen na generálmajora a stal se velitelem 15. jezdecké brigády v Innsbrucku. K datu 1. května 1889 byl povýšen do hodnosti polního podmaršála a stal se velitelem 8. pěší divize v Innsbrucku. Od roku 1893 byl městským velitelem ve Vídni a nakonec v letech 1896–1898 zastával funkci prezidenta Nejvyššího vojenského soudního dvora (Oberster Militär-Gerichtshof). V roce 1897 obrdržel titulární hodnost polního zbrojmistra.

## Tituly a ocenění
Od narození užíval titul svobodného pána. Jako velitel Vídně byl v roce 1894 jmenován c. k. tajným radou s nárokem na oslovení Excelence. Od roku 1895 byl čestným majitelem pěšího pluku č. 40. Během vojenské kariéry obdržel také řadu vyznamenání. Byl komandérem Leopoldova řádu, nositelem Vojenského záslužného kříže a Vojenské záslužné medaile. V zahraničí obdržel ruský Řád sv. Anny I. třídy, italský Řád sv. Mořice a sv. Lazara a Řád italské koruny, německý Řád červené orlice I. třídy a Řád pruské koruny III. třídy, dále byl nositelem perského Řádu lva a slunce a velkokříže hesenského Řádu Filipova.

## Rodina
V roce 1881 se ve Vídni oženil s Friderikou de Mauro (1852–1921). Z jejich manželství se narodili čtyři synové. Nejstarší Heinrich (1882-1940) vynikl jako botanik, nejmladší Eduard (1885-1950) proslul jako malíř.
Eduardovi bratři Gustav (1836–1896) a Heinrich (1839–1870) sloužili také v armádě a dosáhli nižších důstojnických hodností. Nejmladší bratr Anton (1852–1913) byl právníkem a prezidentem krajského soudu ve Štýrském Hradci.
Ve veřejném životě se uplatnila i řada dalších členů rodiny, Eduardovi strýcové Sigmund (1812–1887) a Rudolf (1821–1879) zastávali funkce ve státní správě a zasedali jako poslanci v říšské radě. Eduardův bratranec Erasmus von Handel (1860–1928) byl v letech 1916–1917 rakouským ministrem vnitra.